# Il libro del cielo
Il libro del cielo (cinese semplificato: 天书; cinese tradizionale: 天書; pinyin: Tiānshū) è un'opera dell'artista cinese Xu Bing che, esteticamente, ricorda i manoscritti storici realizzati durante la dinastia Song e Ming ma che, al tempo stesso, dà l'impressione di non essere scritto in una lingua conosciuta. Per questo motivo il libro contiene caratteri privi di qualsiasi significato scritti asemicamente.

## Titolo dell'opera
Originariamente, il libro era intitolato: "Uno specchio per analizzare il mondo: Volume Finale del secolo" (Cinese semplificato: 析世鉴－世纪末卷; Cinese tradizionale: 析世鍳－世紀末卷; pinyin: Xī shì jiàn—Shìjì mòjuàn); a detta dell'autore, il titolo aveva lo scopo di "evocare un tropo attraverso la parola jian (鍳) in onore del significato storico e filosofico che lo specchio aveva acquisito durante l'era imperiale".
Nonostante questo, Bing ritenne che il titolo fosse "esageratamente lungo" e "troppo influenzato dalla cultura occidentale moderna", preferì quindi chiamare la sua opera semplicemente Tiānshū, termine che, storicamente, si riferiva ad alcuni tipi di testi sacri (Tiān shū significa, letteralmente, "Scrittura divina") ma che, oggi, viene comunemente utilizzato per indicare un tipo di linguaggio che risulta incomprensibile.

## Storia e produzione
Il libro contiene 604 pagine ed è stato stampato tra il 1987 e il 1991, destinato ad essere esibito per la prima volta nel Museo d'arte nazionale della Cina.
L'opera è stata composta utilizzando circa 4000 caratteri, privi di qualsiasi significato, creati basandosi sui radicali Kangxi per "dare l'impressione che non solo abbiano un significato, ma che, a prima vista, sembrino caratteri reali"; inoltre, il numero di caratteri utilizzati per la realizzazione del libro (4000), corrisponde con il numero di caratteri maggiormenti utilizzati per scrivere la lingua cinese. Le pagine sono, invece, state numerate utilizzando un sistema numerico basato sul carattere cinese "正".
Bing creò la sua opera con un sistema di stampa a caratteri mobili, utilizzando dei fogli ricavati da alberi di pere e basandosi sulle stampe realizzante, in tempi antichi, durante le dinastie Song e Ming. Inizialmente l'artista fu costretto ad effettuare personalmente la stampa portando delle copie, da lui realizzate, nel villaggio di Hányíng.
Successivamente, il libro venne stampato sulla base di un modello di riferimento creato dallo stesso artista; questo modello conteneva alcuni caratteri di stampa speciali (per esempio: ↓★○☒❖) che vennero poi sostituiti in corrispondenza biunivoca con i caratteri pseudo-cinesi.

## Pareri della critica
Inizialmente, il libro del cielo ricevette delle critiche molto aspre. Un articolo pubblicato su un giornale di Pechino, descrisse l'opera come "insensata" e che "cerca di essere criptica solo per una questione stilistica, senza avere un valido motivo per esserlo davvero". Di preciso, venne utilizzato il termine "guǐ dǎ qiáng" ovvero: "Essere occulto, giusto per il gusto di voler essere occulto" (Letteralmente: "Muri costruiti da fantasmi"). Le critiche sembrarono essere negative anche da parte dei movimenti "New Wave", che ritennero l'opera "Troppo tradizionale e accademica".
Con il passare del tempo, le critiche migliorarono ed oggi il libro è definito, dalla maggior parte dei critici, come "uno dei simboli principali del movimento di liberalizzazione che ha caratterizzato gli anni precedenti al massacro di Tiananmen."
Per il modo con cui sembra affrontare il tema della relazione tra linguistica e mente umana, l'opera di Bing è stata spesso paragonata al libro di James Joyce "Finnegans Wake"; nonostante questo, lo stesso Xu Bing, ha dichiarato che il vero scopo della sua opera sia quello di far comprendere quanto la letteratura cinese possa, spesso, risultare "noiosa" e "tediosa".
L'artista produrrà, successivamente, altre due opere simili: Il libro della terra e La calligrafia quadrata.